# Skule Bårdsson
Skule Bårdsson (nórdico antiguo Skúli Bárðarson, ca. 1189-24 de mayo de 1240) fue un noble noruego, pretendiente al trono desde 1217 contra su yerno, Haakon IV. Fue también jarl y duque —el primero en llevar ese título en Noruega. 
Era medio hermano del rey Inge II y como tal recibió grandes privilegios en el reino. Apoyado en su parentesco —que no ascendencia— real, en 1239 se proclamó rey y encabezó una insurrección contra Haakon IV. Su rebelión fue la última de una serie de conflictos bélicos que azotaron a Noruega desde 1130, conocidas como las guerras civiles noruegas.

## Biografía

### Primeros años
Skule Bårdsson nació en Trøndelag cerca de 1189, hijo de Bård Guttormsson y de la segunda esposa de este, una noble originaria de Valdres. Como su padre murió en 1194, Skule y su hermano Guttorm fueron a vivir bajo la tutoría de Erling de Kviden, pero poco después se mudaron a la corte del nuevo rey, su medio hermano Inge Bårdsson, quien accedió al trono en 1204 como representante de la facción de los birkebeiner.
La primera acción conocida de Skule fue una campaña militar en Trøndelag. Los campesinos del interior de la región se habían rebelado contra el monarca y se negaron a pagar el impuesto del leidang. Skule llevó al ejército y pudo desbaratar la rebelión de los campesinos, que se dieron a la fuga.

### Pretendiente al trono
El rey Inge falleció en 1217, con escasos 30 años. Poco antes de su muerte, había nombrado a Skule como jarl de Noruega, y éste se encargaba de la conducción del ejército. Skule entonces comenzó a reclamar para sí el trono, basado en su posición, en sus aptitudes militares y en el hecho de ser "hermano legítimo" de un rey, nacido en el seno de un matrimonio. Skule no tenía sin embargo ascendencia real. En el Øreting, los birkebeiner se inclinaron por el niño Haakon Haakonsson, un supuesto hijo ilegítimo del rey Haakon III.
Haakon Håkonsson tenía doce años, y no era apto para tomar las riendas del gobierno ni del ejército; por lo tanto, se hizo el compromiso de que, durante la minoría de edad del rey, Skule se haría cargo del gobierno. Además, se colocó bajo su administración directa una tercera parte del país, concretamente el Trøndelag, la región donde su familia tenía mayor número de adeptos. Así, Skule heredó un poder tan grande como pocos los habían tenido, sólo detrás del propio rey.
El rey bagler Felipe Simonsson, quien reinaba en el oriente de Noruega en oposición a Haakon IV, murió en 1217, y Haakon tomó posesión de sus territorios, unificando el país. Skule fue nombrado jarl de las provincias orientales, pero en 1224 regresó a Nidaros, en el Trøndelag.
A pesar de que Haakon había sido designado rey de los birkebeiner desde 1217, hubo en realidad un conflicto entre los diversos actores políticos sobre quién debía ser el monarca legítimo. Para poner fin a las discusiones se comenzó por efectuar una reunión en Bergen entre los hombres más prominentes del reino, incluyendo nobleza y clero. Haakon era mal visto por su condición de hijo ilegítimo, y Skule presentó su candidatura, junto con otros dos nobles.
En 1225, Haakon se casó con Margarita, la hija de Skule, en un intento por unir las familias para evitar rivalidades entre ambas partes, un intento que, como se demostraría posteriormente, fue en vano.
En 1226 Skule cayó gravemente enfermo en Nidaros. Como logró salir con vida, comenzó la construcción de un monasterio en su finca familiar de Rein, promesa que había hecho durante su enfermedad. El monasterio de monjas de Rein tuvo a su hermana, Sigrid, como su primer abadesa, y sería consagrado aproximadamente en 1230. Skule quiso que los terrenos del marido de Sigrid formasen parte de la herencia de esta y por lo tanto fuese propiedad del nuevo monasterio. Lo anterior le ocasionó un conflicto con Åsulv Eiriksson, su cuñado.

### Se deteriora la relación con el rey
La relación entre el rey y Skule empeoró en la década de 1230, a pesar de la mediación de los obispos noruegos. El gobierno de Haakon, cada vez más fuerte, hizo que la posición de Skule en el reino fuese cada vez más limitada y de menor significado. En 1233, en una reunión en Bergen, Skule intentó que su hijo ilegítimo Peter fuese su heredero en la parte del reino que le correspondía, pero sus ambiciones fueron rechazadas.
Probablemente como compensación, recibió en 1237 el título de duque, en la primera ocasión que se utilizó tal dignidad en Noruega. Ese título, sin embargo, no tenía gran significado, según el historiador Andreas Holm, pues su poder era cada vez más limitado. Por ejemplo, se le retiró el derecho de gobernar en la tercera parte del país, y en cambio se le otorgó la tercera parte de los ingresos nacionales.

### Rebelión y proclamación
En 1239, la relación entre Haakon y Skule se deterioraron al máximo. El duque organizó ese año una insurrección y se hizo proclamar rey por sus seguidores en el Øreting, en Nidaros (hoy Trondheim). El clero se opuso a esta decisión, sobre todo cuando los hombres de Skule sustrajeron el relicario de San Olaf de la catedral de Nidaros para que aquel prestase el juramento real, y amenazó con excomulgar al recién proclamado rey. Intentó aliarse con Canuto Håkonsson, un antiguo pretendiente al trono, pero éste se alineó en el bando del rey Haakon.
No obstante, Skule reunió un ejército contra Haakon IV y se dirigió al sur, hacia Bergen. Haakon envió un ejército para combatirle, y ambas fuerzas se enfrentaron en la batalla de Låka, en Nannestad, cerca de Oslo. La victoria fue para Skule. Haakon ordenó la retirada y reagrupó poco después a sus fuerzas.
El duque Skule entró a la ciudad de Oslo, pero las fuerzas del rey Haakon llegaron durante la noche del 21 de abril de 1240 a la isla Hovedøya, enfrente de la costa de la ciudad. Tenían como objeto tomar desprevenido a Skule durante la mañana siguiente, pero cuando se aproximaron a la ciudad fueron descubiertos. Sin embargo, el ejército de Haakon pudo penetrar a la ciudad por la parte sur y enfrentarse con el de Skule en las cercanías de la Catedral de San Hallvard. El ejército de Haakon era superior en número y sus enemigos tuvieron que retirarse y buscar refugio en el interior de la catedral. Invocando la paz de Dios, los sobrevivientes, entre los que se encontraba el mismo Skule, no pudieron ser perseguidos en el templo. Ese día murió Peter, el hijo de Skule.
Al día siguiente Skule pudo escapar e internarse en los bosques cercanos a la ciudad. Permaneció escondido durante el invierno y luego se dirigió hacia Nidaros, con el propósito de organizar un nuevo ejército. Pero el 24 de mayo de ese año una flota del rey Haakon llegó a la región de Trøndelag, dificultándole a Skule su objetivo. Arruinado, pudo encontrar refugio en el monasterio de Elgeseter (otras fuentes indican que fue el monasterio de Niðarhólmr, que también se halla en la periferia de Nidaros). Con la mediación del arzobispo Sigurd de Nidaros se intentó alcanzar una reconciliación entre las partes. Pese a ello, los seguidores de Haakon prendieron fuego al convento, y cuando Skule y sus seguidores salieron fueron asesinados. Con la muerte de Skule, la guerra civil llegó a su fin.
Fue sepultado en la Catedral de Nidaros. En una cripta de la catedral existe en la actualidad una corona ducal que podría tratarse de la de Skule.

## Legado

Escudo de armas del municipio de Rissa (Sør-Trøndelag), con el símbolo del duque Skule Bårdsson.

La muerte de Skule Bårdsson representó el final de las guerras civiles noruegas, una serie de conflictos armados que habían durado 110 años. Entre algunos de los factores que las habían desencadenado fueron las reglas de sucesión monárquica poco claras, que llevaban a que en varias ocasiones hubiese más de un rey en el gobierno. Con la muerte de Skule, no hubo más oposición a Haakon IV, quien permaneció como el único rey. En corcondancia con el punto de vista clerical europeo, Haakon nombró como su sucesor a su hijo mayor, nacido en el matrimonio. La primogenitura y la legitimidad de la filiación fueron desde entonces las condiciones para acceder al trono noruego. El título de duque por su parte, se reservó entonces para los hijos de los reyes que no heredaban el trono.
El célebre historiador islandés Snorri Sturluson se inclinó por Skule Bårdsson como su candidato para ocupar el trono durante una visita que realizó a Noruega entre 1237 y 1239. En 1241, Snorri fue asesinado en Islandia por los seguidores de Haakon.
Durante las excavaciones en los terrenos del Palacio del Arzobispado en Trondheim se descubrió una lápida que supuestamente perteneció al duque. Esta lápida tiene tallado el rostro de un hombre con una especie de corona en la cabeza, presuntamente la corona ducal. Esta imagen sirvió de inspiración para el escudo de armas del municipio de Rissa. En Rissa se halló Rein, el feudo familiar de Skule Bårdsson.  
El dramaturgo Henrik Ibsen compuso en 1863 la obra Los pretendientes, en la que se aborda la rivalidad entre Skule y Haakon IV.

## Descendencia
Se sabe de la existencia de dos hijas, nacidas de la unión con una mujer de nombre Ragnhild:
- Margarita (1208-1270). Reina de Noruega, consorte de Haakon IV. A través de ella, los reyes de Noruega serían descendientes de Skule.
- Ingrid. Esposa de Canuto Håkonsson, un aspirante al tono noruego.